# Orgel der Evangelischen Kirche Worfelden

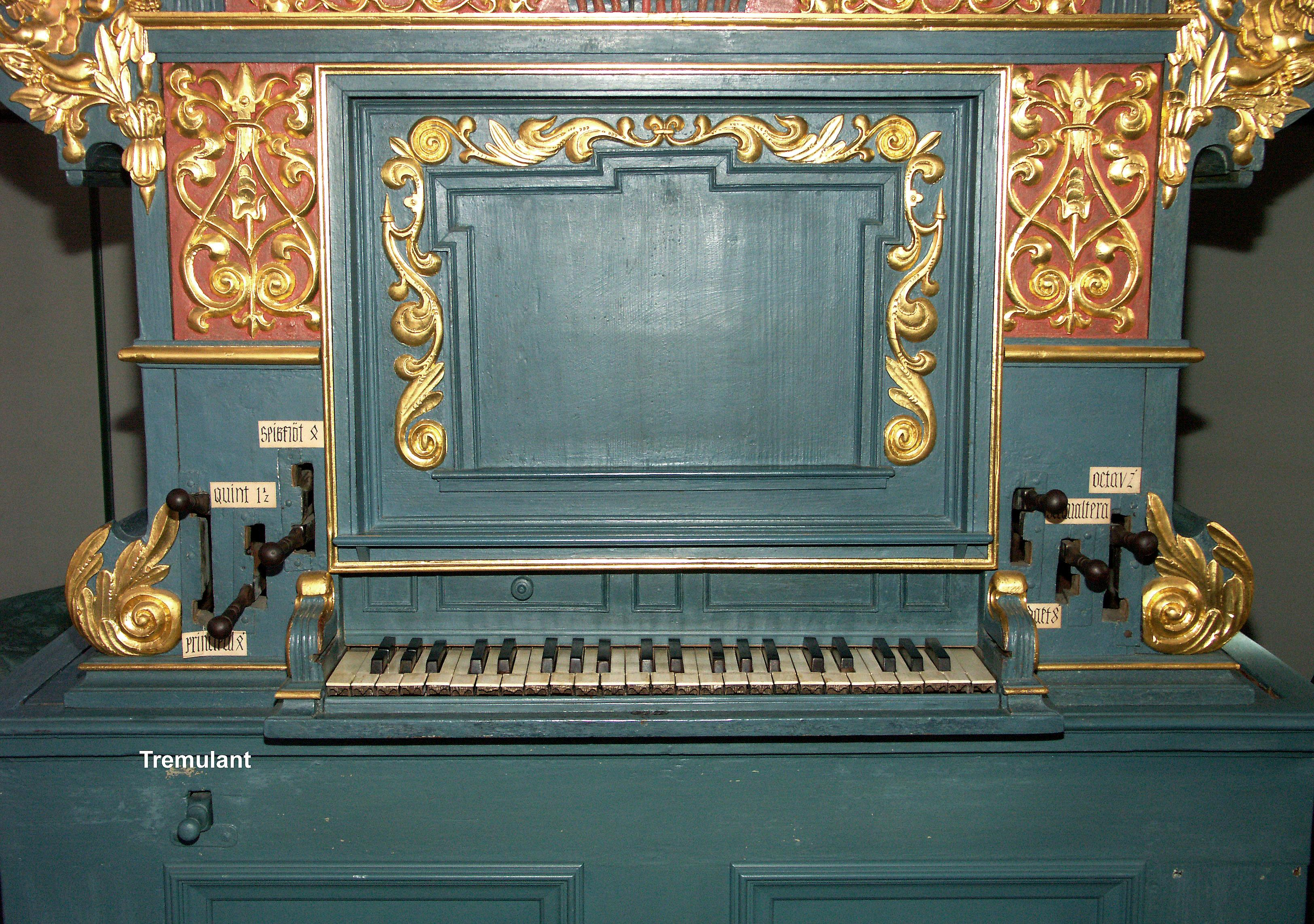
Spieltisch

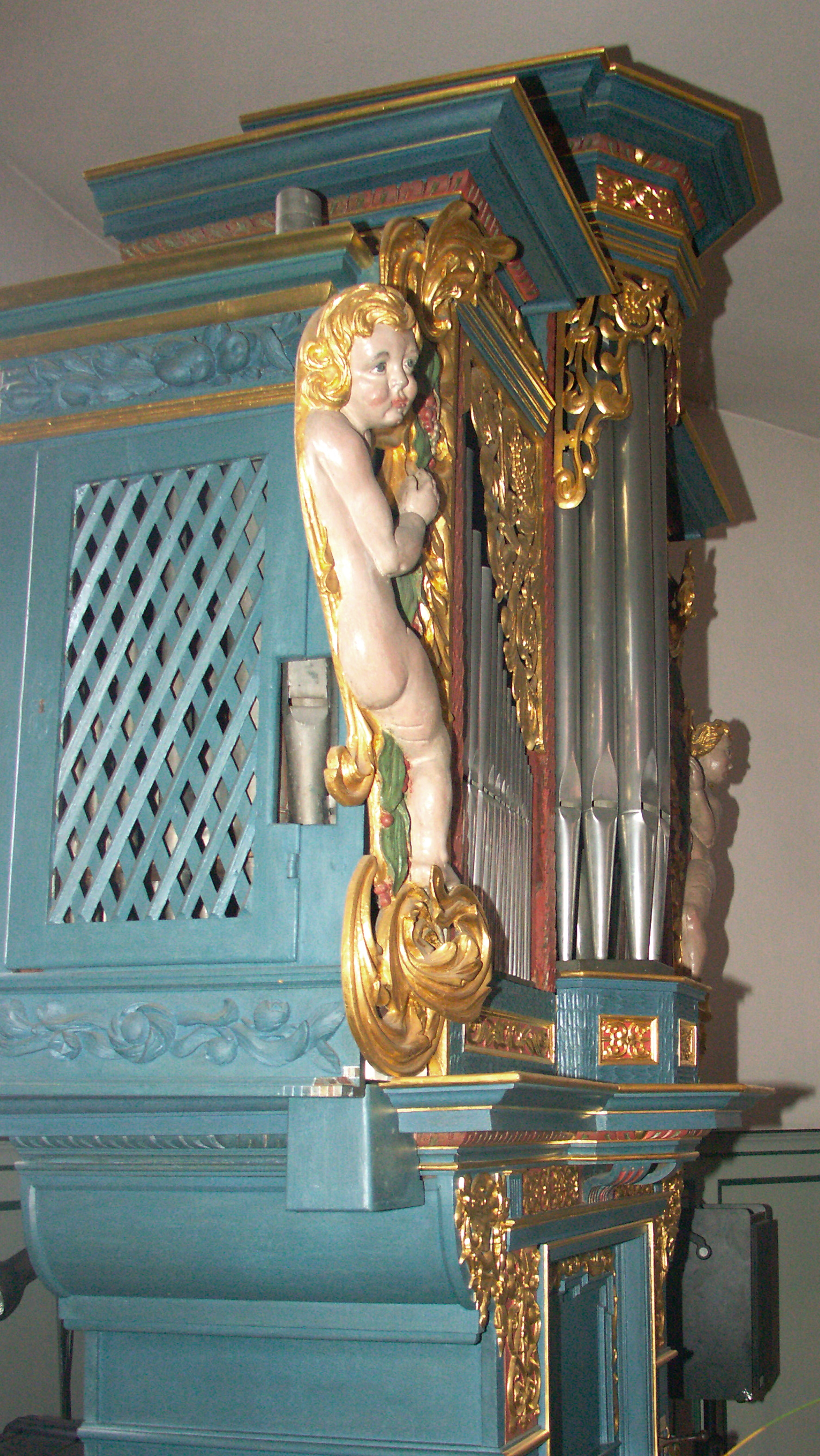
Im 17. Jh. ergänzter Engelkasten für die Zusatztöne Fis und Gis

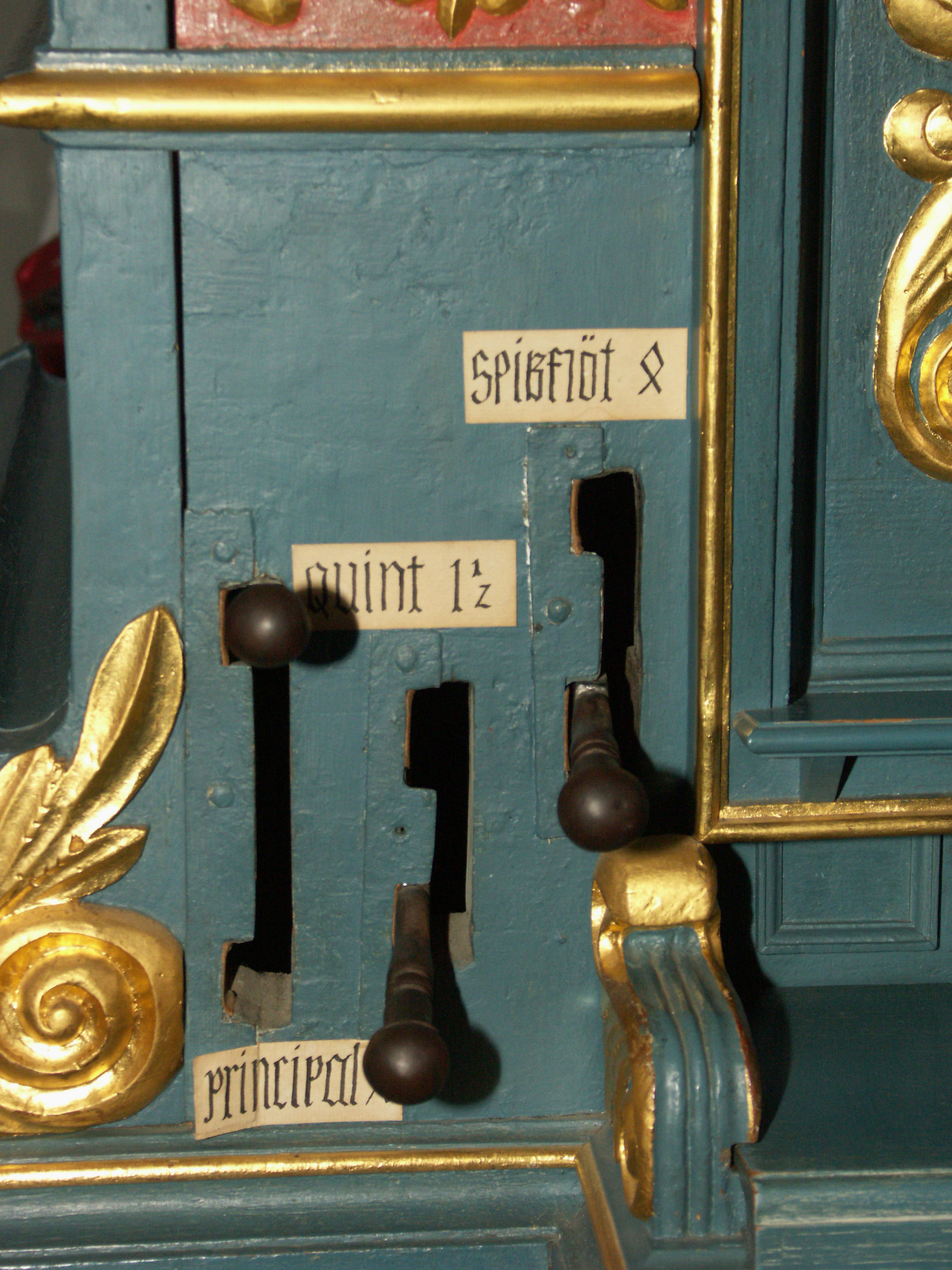
Registerzüge links

Die Orgel der Evangelischen Kirche Worfelden wurde 1623/24 von Adam Knauth für die Darmstädter Schlosskirche gebaut und 1831 in Worfelden aufgestellt. Sie verfügt über sechs Register und ist nahezu unverändert erhalten. Das wertvolle historische Instrument ist eine der ältesten Orgeln Deutschlands und ein klingendes Zeugnis für den Orgelbau aus der Übergangszeit zwischen Renaissance und Frühbarock.

## Baugeschichte
Adam Knauth aus Bamberg („außm Stift Bamberg“) übersiedelte nach Darmstadt und schuf im Jahr 1623/1624 für die dortige Schlosskirche ein kleines Instrument ohne Pedal mit sechs Registern. Alle Pfeifen wurden aus Metall gefertigt. Der Prospekt weist einen polygonal hervortretenden Mittelturm und zwei seitliche Flachfelder auf, die reichhaltig mit vergoldetem Schnitzwerk versehen sind. Das Gehäuse ist fast vollständig mit Ornamenten, Rankenwerk und Kartuschen verziert. Es handelt sich um einen der wenigen Orgelneubauten in Hessen während Zeit des Dreißigjährigen Kriegs.
Im Jahr 1681 führte Johann Anton Meyer (Darmstadt) eine Reparatur durch und erneuerte die farbliche Fassung; statt der ursprünglich schwarz-goldenen Fassung erhielt das Gehäuse eine blau-rot-goldene Fassung. Wahrscheinlich wurden in diesem Zuge die seitlichen Engel ergänzt. Der linke verdeckt einen Pfeifenkasten, in dem die Pfeifen für die Basstöne Fis und Gis auf einer kleinen zusätzlichen Windlade ergänzt wurden. Meyer übernahm im Jahr 1696 weitere Arbeiten und nahm womöglich einen Austausch der Prospektpfeifen vor. 1709 schenkte Landgraf Ernst Ludwig der Stadt Zwingenberg (Bergstraße) die Orgel, wo sie bis 1830 ihren Dienst tat. Dann erwarb die Kirchengemeinde Worfelden das Werk, wo es seinen heutigen Standort fand. Wahrscheinlich durch Heinrich Bechstein wurden 1903 die Spanbälge durch Magazinbälge ersetzt und die Mixtur zu einer Sesquialtera verändert. 1930 führte Förster & Nicolaus Orgelbau eine Reparatur durch, erneuerte die Klaviaturbelege und baute ein elektrisches Gebläse ein. 1956 erfolgte eine Erneuerung des Gehäuseanstrichs.

## Restaurierung 1983
Der schlechte Zustand machte 1983 eine grundlegende Restaurierung erforderlich, die Jürgen Ahrend aus Leer-Loga, einer der führenden Orgelrestauratoren, durchführte. Ahrend rekonstruierte die ursprüngliche Balganlage und den Tremulanten und stellte die Sesquialtera in der ursprünglichen Zusammensetzung wieder her. Der gängige Name „Mixtur“ wurde beibehalten, obwohl auf einer Einzelpfeife die originale Inskription als „Sesquialtera“ nachgewiesen werden konnte. Nur 34 der insgesamt 329 Pfeifen mussten neu angefertigt werden. Der Restaurator Helmer Hut legte die farbliche Fassung aus dem Jahr 1681 wieder frei.

## Besonderheiten
Die kleine Orgel ist als eines der ganz wenigen Werke aus dem Anfang des 17. Jahrhunderts nahezu unversehrt erhalten. Sie ermöglicht die Wiedergabe zeitgenössischer Orgelmusik aus der Renaissance und dem Barock in terzenreiner Stimmung, wie sie bis etwa 1750 bei Orgeln weithin üblich war. Nach der Orgel in Kiedrich, die jedoch weniger historische Substanz erhält, ist die Worfelder Orgel die zweitälteste in Hessen und eine der ältesten in Deutschland überhaupt.
Bemerkenswert ist neben dem musikalischen Engel, der auf der linken Seite den später ergänzten Pfeifenkasten ziert, die Mechanik der Registerzüge, die lotrecht in eisernen Führungen verschoben und eingehakt werden. Eine Zugvorrichtung mithilfe von zwei Lederriemen ermöglicht eine mechanische Windversorgung. Die ursprüngliche Mitteltönige Stimmung ist trotz der zwei Ortswechsel erhalten geblieben. Die Tastatur der Bassoktave mit der kurzen Oktave wurde im Jahr 1681 durch Teilung der Obertasten in eine „gebrochene kurze Oktave“ geändert: D/Fis und E/Gis teilen sich seitdem eine Obertaste.
Klanglich zeichnet sich die Orgel durch eine kraftvolle Farbigkeit und trotz der geringen Registerzahl durch eine große Klangintensität aus.

## Disposition
| I Manual CDE–c3          |       |
| Principal                | 4′    |
| Gedackt                  | 8′    |
| Spitzflöte               | 4′    |
| Octave                   | 2′    |
| Quinte                   | 1 ⁄3′ |
| Mixtur (Sesquialtera) II |       |
| Tremulant                |       |

Anmerkungen
1. ↑  Zusammensetzung von Sesquialtera II 1 1⁄3′
| C:    |        |   |        |       |   |        | 1 ⁄3′ |  | + | 4⁄5′ |
| c1:   |        |   |        | 2 ⁄3′ |   |        |       |  | + | 4⁄5′ |
| f1:   |        |   |        | 2 ⁄3′ | + | 1 3⁄5′ |       |  |   |      |
| fis2: | 5 1⁄3′ | + | 3 1⁄5′ |       |   |        |       |  |   |      |

## Technische Daten
- 6 Register
- 329 Pfeifen
- Traktur:
  - Tontraktur: Mechanisch
  - Registertraktur: Mechanisch
- Windversorgung:
  - 2 Mehrfaltenbälge im Untergehäuse
  - Manuelle Zugvorrichtung
- Stimmung:
  - Stimmtonhöhe: a1 = 479 Hz (etwa 3⁄4 Ton über Normal)
  - Mitteltönige Stimmung (1⁄4 Komma)

## Galerie

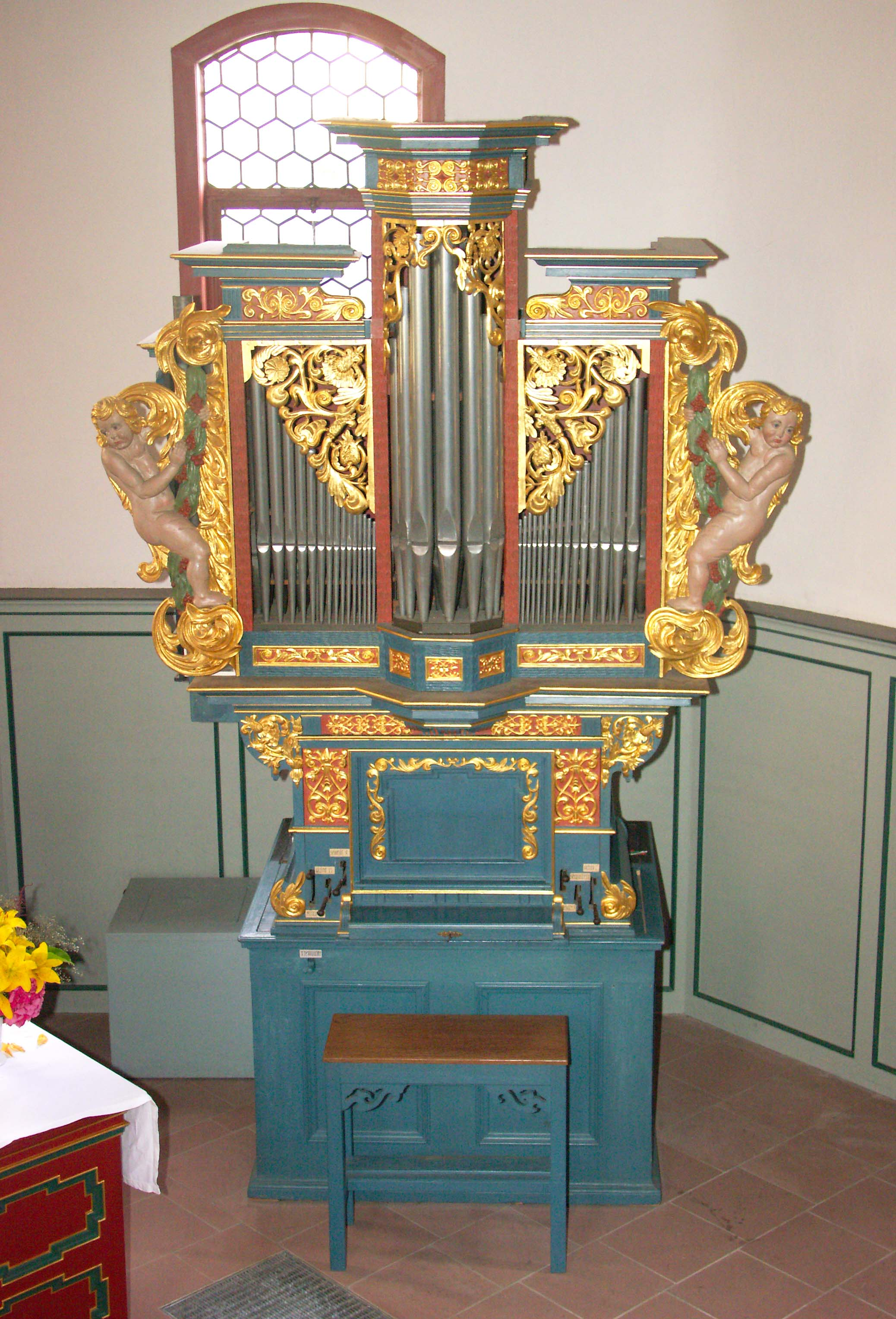
Blick auf die Orgel von der Empore
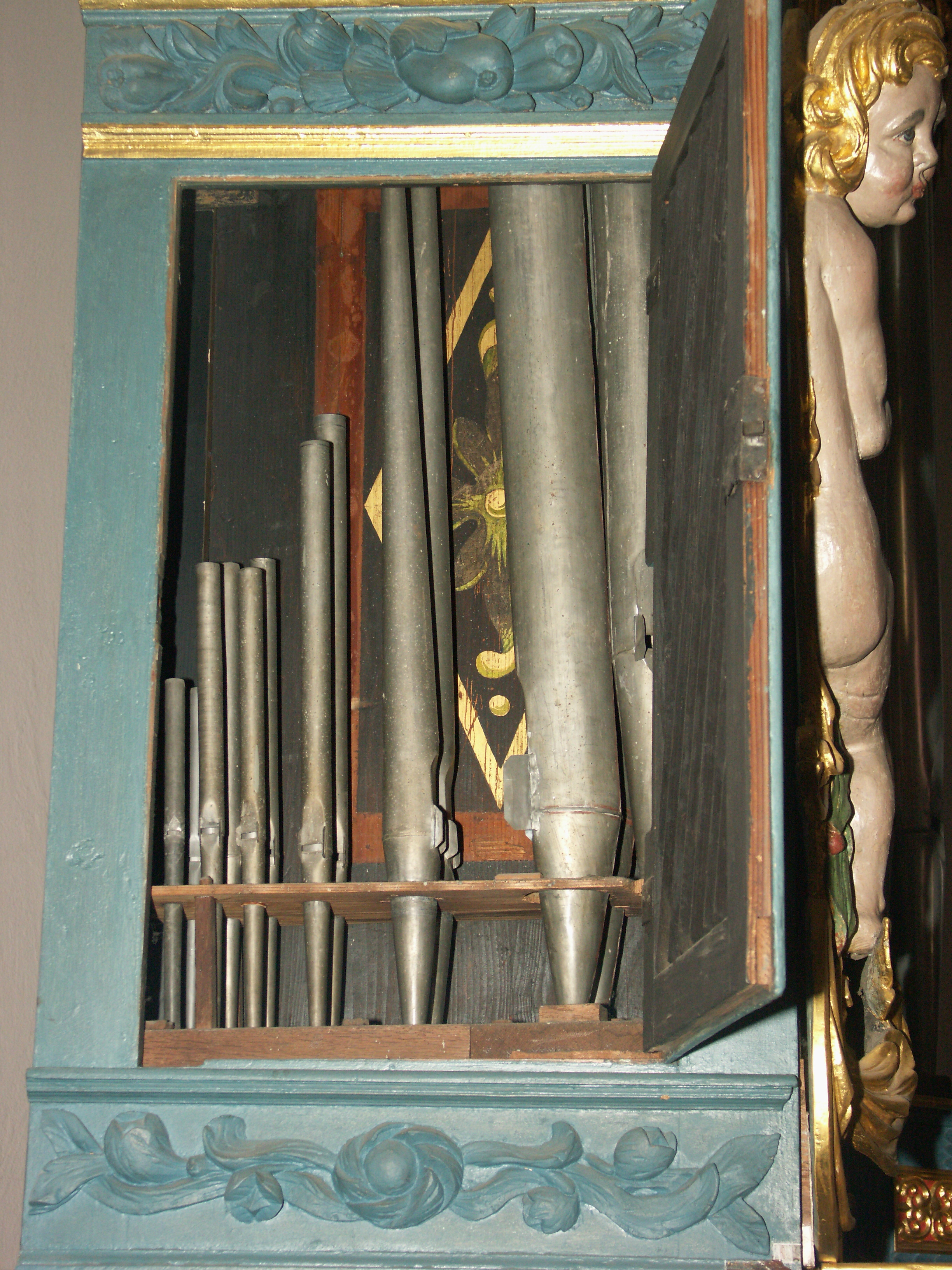
Geöffneter Engelkasten
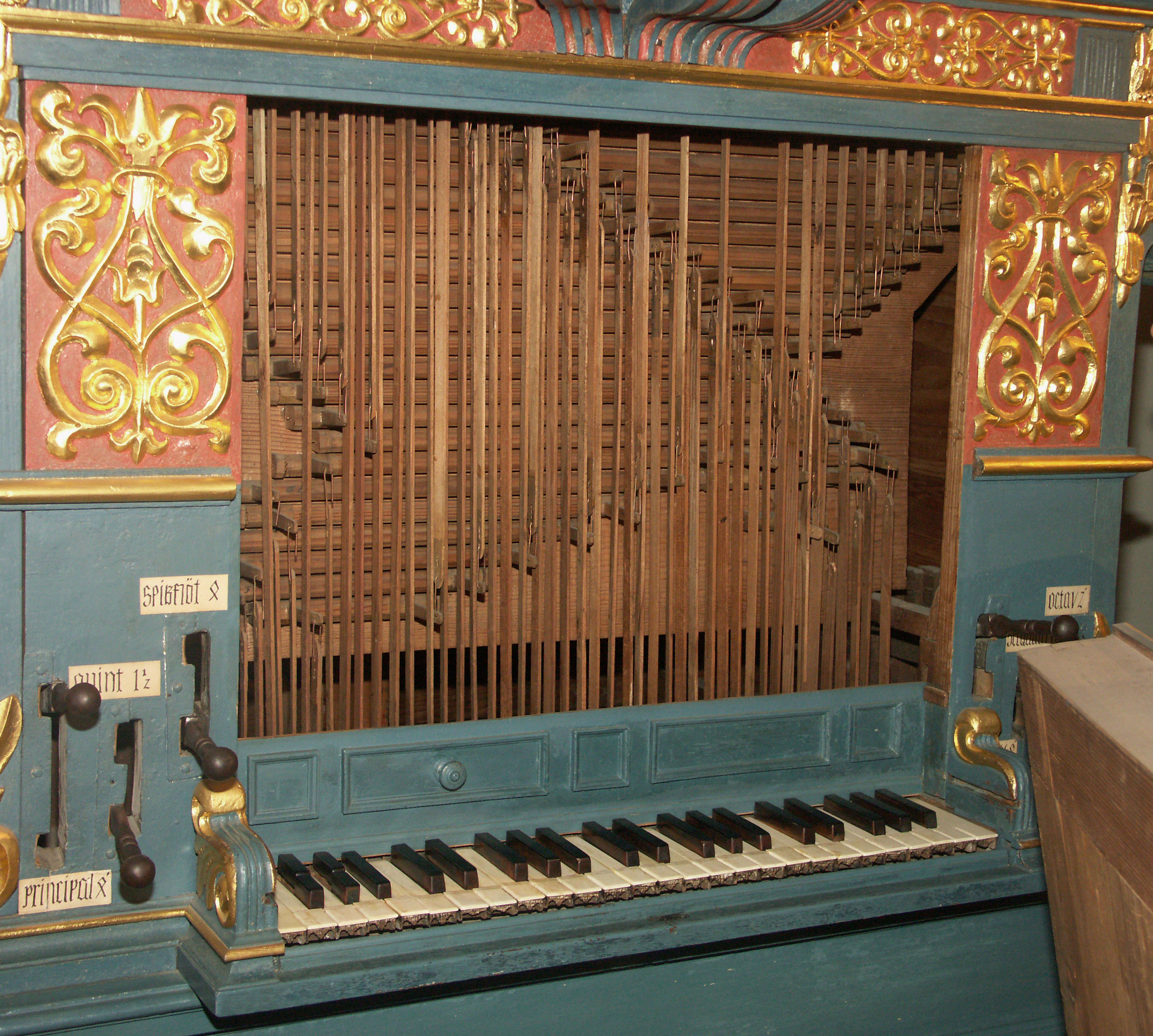
Freigelegtes Wellenbrett
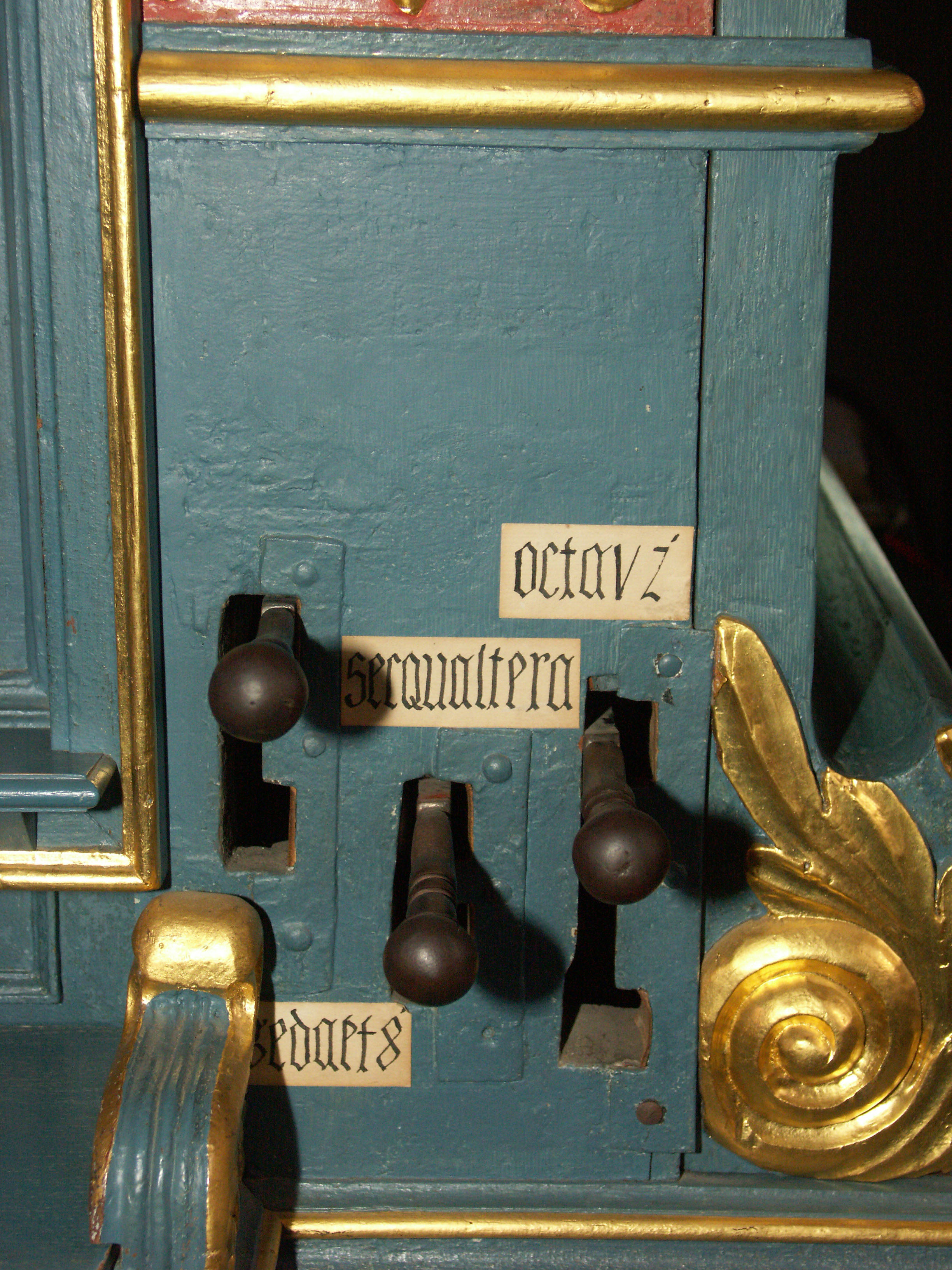
Registerzüge rechts

## Aufnahmen/Tonträger
- Hans Martin Balz: Konzert zum Reformationstag auf der ehemaligen Darmstädter Schlossorgel von 1624 in der Ev. Kirche Worfelden. 2010. Studio 12 GmbH (Werke von Anonymus, A. de Cabezon, H.L. Hassler, J. Cabanilles, M. Weckmann, J. Pachelbel, D. Buxtehude, J.S. Bach, G.B. Pergolesi, S.S. Wesley).
- Orgeln in Hessen aus vier Jahrhunderten. Bauer Studios SACD 9088-3 (Reinhardt Menger in Worfelden, Hatzfeld, Nieder-Moos, Biebesheim und Frankfurt am Main/Cantate Domino)